# Mildmay Fane, II conte di Westmorland
Mildmay Fane, II conte di Westmorland (Mereworth, 24 gennaio 1602 – 12 febbraio 1666), è stato un politico inglese.

## Biografia
Era il primogenito di Francis Fane, I conte di Westmorland, e di sua moglie, Mary Mildmay,  nipote di Sir Walter Mildmay. Studiò al Emmanuel College di Cambridge.

## Carriera
È stato deputato per Peterborough (1620) e per Kent (1625). Successe al padre come conte di Westmorland e Lord le Despenser, il 23 marzo 1629.
Tra l'ottobre 1642 e l'aprile 1643 è stato imprigionato nella Torre di Londra per aver ricoperto la carica di Lord luogotenente del Northamptonshire (1660-1665). Raggiunse il grado di capitano al servizio del reggimento a cavallo.

## Matrimonio
Sposò, il 6 luglio 1626, Grace Thornhurst, figlia di Sir William Thornhurst. Ebbero un figlio:
- Charles Fane, III conte di Westmorland (6 gennaio 1635-18 settembre 1691)

Sposò, il 21 giugno 1638, Mary de Vere (1608-1669), figlia di Horace de Vere, I barone Vere di Tilbury e Mary Tracy. Ebbero sette figli:
- Lady Mary Fane (1639-16 ottobre 1681), sposò in prime nozze Francis Palmes, sposò in seconde nozze John Cecil, IV conte di Exeter;
- Lord Mildmay Fane (1640);
- Vere Fane, IV conte di Westmorland (13 febbraio 1645-29 dicembre 1693);
- Lady Rachael Fane (1646);
- Lady Catherine Fane (15 febbraio 1649);
- Lady Susan Fane (21 febbraio 1651)
- Lady Elizabeth Fane (1653).

## Morte
Morì il 12 febbraio 1666, all'età di 64 anni.